# Хераклид
Хераклид (до 354. п. н. е.) је био сиракушки војсковођа и политичар. За време Дионизија Млађега морао је да оде са Сицилије. Када је Дион 357. п. н. е. срушио тираниду у Сиракузи, Хераклид је постао адмирал. Постао је Дионов противник и заступник демократије. Дион је 354. п. н. е. наредио да га ликвидирају.

### Протеран из Сиракузе
Хераклид је био аристократскога порекла. За време Дионизија Млађега био је командант најамника. Дион је био најистакнутији саветник Дионизија Старијега и Дионизија Млађега. Након ступања на власт Дионизија Млађега Дион је звао филозофа Платона да дође у Сиракузу да би од младога владара Дионизија Млађега учинио пример владара идеалне државе. Међутим ривалска фракција на двору позвала је из изгнанства историчара Филиста, који се залагао за опстанак тираниде. Диона су оптужили да кује заверу са ујаком Теодотом и својим пријатељем Хераклидом. Диона су 366. п. н. е. протерали из Сиракузе, па је он отишао у Грчку. Хераклид је исто тако напустио Сиракузу, али није баш јасно када.

### Рушење тираниде
Хераклид се придружио Диону и Мегаклу на Пелопонезу. Сарађивао је са Дионом у припремама за ослобађање Сиракузе и свргавање Дионизија Млађега. Према Плутарху свађао се са Дионом, па је одлучио да иде са својом флотом и на свој рачун. Према Диодору Хераклид је због невремена кренуо касније са нешто трирема и трговачких бродова. Дион је већ био ослободио Сиракузу и тек онда је стигао Хераклид са 20 трирема и 1.500 војника. Према Плутарху радило се о само 7 трирема и 3 трговачка брода. Дион је одмах био именован од стране скупштине за стратега аутократора.

### Адмирал
Хераклид је био успешан у придобијању наклоности народа, за разлику од Диона, који је био поприлично груб. Народна скупштина га је због тога изабрала за адмирала. Дион је протестовао, јер су њега пре тога изабрали за стратега аутократора, па је он требало да бира адмирала. Народ је након тога поништио одлуку о Хераклидовом именовању, а онда је Дион сам именовао Хераклида за адмирала. Хераклид се захвалио Диону и указао му поштовање, али тајно је потпаљивао народ против њега. У то време Дионизије Млађи се налазио у сиракушком акропољу Ортигији, где је зависио од снабдевања. Историчар Филист је дошао са великом флотом да би помогао Дионизији, али је Хераклид победио. Тај Хераклидов успех показао је да Дионови најамници немају велики значај. Дионизије Млађи је након пораза био присиљен да напусти Сиракузу. У Ортигији је оставио свога сина Аполократа.

### Политички сукоб Хераклида и Диона
Хераклид је постао заступник народа, односно сиромашнијих, а Дион је био заступник аристократије. Једни су сматрали да Дион тежи тиранској власти. Хераклидов се залагао за поделу земље. Залагао се и да се обустави плаћање Дионових најамника. Хераклид је успео да придобије народ и скупштину да се смени Дион са положаја стратега аутократора. Уместо тога скупштина је изабрала 25 стратега, а међу њима је био Хераклид. Покушали су да придобију Дионове најамнике да му откажу послушност, а када нису то успели покушали су да их побију. Тада је Дион са својим најамницима напустио Сиракузу и отишао у Леонтини.

### Хераклид моли Диона да спасе Сиракузу
Дионизијевом сину Аполократу дошла је помоћ у акропољ. Искористили су непажњу нових стратега, па су заузели део Сиракузе. Сиракуза је била у опасности, а Хераклидови стратези су дигли руке, па су се грађани Сиракузе обратили Диону тражећи да им помогне. Дион и најамници су одлучили да помогну Сиракужанима, иако су према њима раније лоше поступили. Док се Дион кретао према Сиракузи долазили су му изасланици од стратега забрањујући му да уђе у град, а са друге стране долазили су му представници коњаника и аристократије, који су тражили да помогне. Током ноћи Дионизијева војска је још више разарала и палила град и тек тада су сви из Сиракузе тражили да им Дион помогне. Више није било супростављања Диону. Хераклид је био рањен током борби у граду. Послао је свога брата и ујака тражећи од Диона да помогне. Дион и његови најамници су успели да спасе град.

### Дион опрашта Хераклиду
Хераклид је за време опасности тражио помоћ од Диона. Након спасавања града дошао је до Диона и предао му се. Признао је да је грешио и тражио је од Диона да му опрости. Дионови пријатељи саветовали су Диона да Хераклида преда својим најамницима. Дион је успешно контролисао свој бес и поштедео је Хераклида.

### Ново ривалство
Хераклид је на скупштини тражио да Дион поново буде изабран за стратега аутократора. Аристократија се слагала са тим, али ниже класе су се противиле, па је Дион пристао да Хераклид поново буде изабран за адмирала. Народ је тражио прерасподелу земље, али Дион се противио, па је поново губио популарност. Хераклид је поново потпаљивао своје војнике и морнаре против Диона тврдећи да Дион намерава да буде тиранин. Преко Спартанца Фаракса ступио је у контакт са Дионизијем Млађим. Оптуживао је Диона да жели да рат стално траје, само да би он остао на власти.

### Хераклидова смрт
Дион је коначно успео да изнури Дионизијева сина Аполократа, који се налазио у акропољу. Аполократ се нагодио са Дионом и отишао је и предао акропљ. Хераклид је опет оптужио Диона да није разрушио акропољ. Дион је тада 354. п. н. е. коначно дао одобрење да се ликвидира Хераклид. Хераклид је убијен у својој кући. Сиракужани су жалили за њим, а Дион му је приредио величанствени погреб.